# Бетмен: Земля один
«Бетмен: Земля один» (англ. Batman: Earth One) — серія графічних романів виданих DC Comics як частина серії «Земля один». Серія написана Джеффом Джонсом й ілюстрована Гері Френком. Перша книга серії була опублікована 4 липня 2012 року. Реліз другого розділу було заплановано на 2013 рік, але його відклали і в результаті він вийшов 6 травня 2015.

## Персонажі
- Бетмен
- Альфред Пенніворт
- Джеймс Ґордон
- Барбара Ґордон
- Гарві Буллок
- Луціус Фокс
- Освальд Коббльпот

## Відгуки
«Бетмен: Земля один» отримав в більшості позитивні відгуки: Barnes & Noble відносить графічний роман до одних з „Найкращих нешаблонних, красивих та особливих книг 2012 року“. Комікс досяг дев'ятої позиції списку „Hardcover Graphic Book Bestseller“ «The New York Times». IGN поставив його на 25 місце у списку найкращих історій про Бетмена всіх часів.